# Club de Rugby Ferrol
El Club de Rugby Ferrol es un equipo español de rugby de la ciudad gallega de Ferrol. Fue fundado en el año 2008 como resultado de la fusión de varias entidades como el Almallo Rugby Club, el grupo de veteranos del rugby ferrolano y la nueva Escuela de Rugby municipal. 
El primer equipo sénior masculino compite en la LG1, donde sus logros más notables son el haber disputado la DHB en la temporada 2020/2021, el subcampeonato de Copa Xunta logrado en 2014 y los campeonatos de Liga Gallega 1 conseguidos en las temporadas 2016/2017, 2017/2018, 2018/2019 y 2019/2020.
En el verano de 2012 accede a la presidencia del Club, Cristóbal Dobarro, con quien el club protagonizaría un gran crecimiento Social, económico y deportivo. En una primera temporada de transición, el CR Ferrol descendía de la LG1, a la que acababa de ascender, a la LG2.
El inicio del crecimiento deportivo del Club Rugby Ferrol se inicia en la temporada 2013/2014 con la llegada de Fran Usero “Pakito” al banquillo del primer equipo del club. En su primera temporada se logra un brillante ascenso a la LG1, tras haber conseguido el equipo anotar más de mil puntos en la LG2. En esta misma temporada se llega a la final de la Copa Xunta, en la que cae derrotado por el CRAT Coruña.
Con Fran Usero en el banquillo, el CR Ferrol jugaría en las dos siguientes temporadas la Fase de Ascenso a DHB, tras meritorias temporadas (3° y 2° clasificado) en la LG1. En su primera participación en fase de ascenso, el equipo ferrolano sería eliminado por La Única RT de Pamplona. En la siguiente temporada, y tras eliminar al Levidrio León en la primera eliminatoria, sería eliminado por el Universitario de Bilbao.
En la temporada 2016/2017 se hace cargo del banquillo del equipo Alberto Mera. Con él se obtiene el primer campeonato de LG1, tras derrotar a Os Ingleses RC a domicilio en una disputada final. En una nueva participación en la Fase de Ascenso a DHB, el CR Ferrol sería eliminado por el Getxo B.
En la siguiente temporada, se ponía al frente del equipo el australiano Russell Thompson, en calidad de entrenador jugador. Tras un nuevo título de campeones gallegos, obtenido en una final jugada en Ferrol ante el Keltia Ourense, el equipo ferrolano volvía a caer en su intento por ascender a la DHB frente al Belenos de Avilés.
A partir de la temporada 2018/2019 ocupa el cargo de entrenador y director deportivo, el argentino Juan Pablo Chorny. En su primera temporada en Ferrol, logra un nuevo título de LG1 en una disputada final jugada en la Malata contra Os Ingleses RC. En la fase de ascenso a DHB, eliminaría en primera ronda al Belenos, tras una contundente victoria en Ferrol por 29-3. En la segunda eliminatoria, y tras ganar al Gaztedi en Vitoria, un desafortunado partido de vuelta en Ferrol, apartó al equipo gallego del ascenso. 

No obstante, y como consecuencia de la reestructuración de la DHB, al crearse la nueva Liga Nacional Sub-23, el CR Ferrol jugaría una repesca por el ascenso frente al Universitario de Bilbao, disputada en el mes de septiembre en Avilés. En la misma, y con un equipo en cuadro, el equipo bilbaíno se imponía claramente, pasando a la historia por el masivo desplazamiento de aficionados ferrolanos a Asturias para asistir al partido.
La temporada 2019/2020 tuvo que ser suspendida antes de poder disputarse los play off de la LG1 como consecuencia de la pandemia del Covid-19. Hasta esa fecha, el equipo sumaba una trayectoria plena de victorias y ocupaba el primer puesto de la clasificación, por lo que fue proclamado campeón dada la imposibilidad de continuar la misma.
En octubre de 2020, y dada la imposibilidad de Vigo RC de disputar la Liga de DHB, el club vigués llegó a un acuerdo con el ferrolano, para que éste ocupara su plaza en la competición para la temporada 2020/2021. En esta competición, y pese a un prometedor comienzo, con victorias caseras frente a Éibar  RT y Uribealdea, el equipo acabaría descendiendo tras un desafortunado último partido contra La Única RT disputado en La Coruña. El hecho de no poder disputar los partidos como locales en Ferrol, por no disponer de un campo homologado para competición nacional, unido a las dificultades propias de una temporada marcada por el COVID, fueron demasiado para el equipo ferrolano. Sin embargo, el equipo dejó un buen sabor de boca en la categoría, con resultados ajustados frente a la mayoría de los rivales a los que se enfrentó. 

Cantera
Desde su fundación, el Club Rugby Ferrol ha trabajado de forma preferente con sus equipos de base. De la original Escuela de Rugby, iniciada con un puñado de chicos, se ha pasado a una estructura en la que hay equipos desde la categoría sub-8 a sub-18.
Entre los mayores logros del club en categorías de base, puede citarse la Copa Xunta del 2010 en categoría sub-19, obtenida en una final disputada ante el CRAT Coruña en Lalín. Esta misma generación de jugadores había llegado a la final en la temporada anterior, perdiendo entonces la final ante Ingleses RC, en partido jugado en Vilagarcía.
En la temporada 2013/2014 el equipo sub-18 fue campeón de la Liga 2, al estar la competición estructurada en dos grupos.
En la temporada 2017/2018 el equipo sub-18 fue subcampeón de Liga, tras una disputada final ante el CRAT celebrada en Acea da Ma, que fue decidida por un ensayo en tiempo de descuento, estando el equipo ferrolano en inferioridad numérica, tras sendas tarjetas amarillas.
En La temporada 2018/2019 el equipo sub-14 de Ferrol, accede a la final gallega. Tras haber ganado 4 partidos consecutivos (2 contra Kaleido Vigo y 2 contra Pontevedra), pierden en la final contra Vigo, con un ajustado marcador 17-21.

Jugadores clave

Fran Usero, Pakito
Ferrolano de nacimiento, jugó varias temporadas en categoría nacional con el Vigo RC, siendo uno de los artífices del ascenso del equipo vigués a la máxima categoría del rugby español. Sus buenas actuaciones en DHA le valieron ser convocado con la selección de rugby absoluta de España. Regresó a Ferrol en la temporada 2013/2014 en calidad de entrenador-jugador, cargo en el que se mantendría durante tres temporadas consecutivas. Su llegada supuso un cambio de mentalidad en el equipo, pasando a convertirse en un equipo ganador. Líder indiscutible dentro y fuera del campo, era un auténtico gladiador en la tercera línea, en la que su talento, oficio Y poderío físico le convertían en una referencia en ataque y defensa.

Mauro Andrés Álvarez
Argentino de Santa Rosa de Calamuchita. Llegó a España de la mano del Mareantes de Pontevedra, jugando también en Vigo y en el CRAT en DHB. Comenzó a colaborar con el club en la temporada 2012/2013 en la que hizo de director deportivo y entrenador de rugby a 7. En la temporada siguiente, se incorporaba como jugador al primer equipo, disputando dos temporadas completas, en las que se consiguió un ascenso a LG1, ser finalista de la Copa Xunta y jugar la primera fase de ascenso a DHB. Apertura o zaguero de carácter e inteligencia, fue uno de los pilares del juego de tres cuartos ferrolano.

Russell Thompson
Australiano y originario de Brisbane, provenía de los Sunnybank Dragons cuando se incorporó al Club Rugby Ferrol en la temporada 2015/2016, junto con su compañero Josh Sippel. Rusty ya había tenido experiencia anterior en Europa al haber jugado en Milán, la Serie A italiana. En Ferrol estuvo tres temporadas, desempeñándose la última de ellas como entrenador-jugador. Con la camiseta ferrolano ganó dos Ligas Gallegas. Como jugador, era un centro muy completo tanto en ataque como en defensa, que dejó un gran recuerdo en el club.
Gustavo Piñón
Actual capitán. Simboliza mejor que nadie el espíritu del equipo. Lleva en el Primer equipo del club de manera ininterrumpida desde la temporada 2009/2010, habíamos sido testigo directo del crecimiento social y deportivo del club. Convocado con la selección gallega, este carismático primera línea sigue liderando un equipo de cuyo éxito tiene mucho que ver.

Internacionales que han vestido la camiseta del CR Ferrol
Internacionales absolutos
Francisco Usero, España
Beñat Lavín, España
Niko Ratumaitavuki, Fiji
Chad Plato, Namibia
Facundo Sacovechi, Argentina B
Callum McDonald, Heartland AllBlacks
Internacionales categorías inferiores
Pepe Calvo, España sub-18
Miguel Martínez (Miguelito), España sub-18
Jorge Segura, España sub-18
Martín Galdo, España sub-20
Michael Turner, Fiji sub-20
Lalovi Tafua, Samoa sub-20
Agustín Galliano, Argentina sub-20
Joaquín Alemán, Argentina sub-20
Harley Fox, Australia sub-20